# Jean-Louis Le Vallégant
Jean-Louis Le Vallégant, né le 10 novembre 1956 à Lorient (Morbihan), est un talabarder et saxophoniste français, spécialisé dans la musique traditionnelle de Bretagne. Acteur des premières incursions de musique traditionnelle bretonne avec le jazz, il dirige et participe à diverses formations musicales mêlant traditions et expressions contemporaines.
Après être passé de la discipline fondamentale du fest-noz (duos avec André Le Meut, Patrick Lefèbvre, Soïg Sibéril, Youenn Le Cam, Daniel Miniou), à l'improvisation jazz (avec Dj Luke Stephenson, Marc Steckar, Michel Godard...) et le théâtre de rue (ZAP, le chant des sirènes), il a brassé toutes ses influences et ses rencontres dans les « Confidences sonores » avec son Noz Unit, mélangeant les générations et les cultures.
Il a également été directeur d'entreprise (Coop Breizh), directeur de production (Annie Ebrel, Riccardo Del Fra, l’Occidentale de fanfare...), directeur artistique (festival Planètes Musiques), manager d'artiste (Squiban, Kemener, Bagadoù du Tonnerre), consultant (la Bretagne au Midem, Produit en Bretagne, ADDM 35).

## Biographie
À partir de 1968 il apprend la bombarde dans le sud-Finistère, à Bannalec, en bagad et cercle celtique, avec lesquels il gagne des titres aux concours de sonneurs. Il est élève au bagad Bleimor. En 1972, il débute la musique en couple et participe au premier Festival de Kertalg.
Au début des années 1980, il découvre le saxophone, la musique d'orchestre et ce qui sera par la suite appelé les « arts de la rue ». De 1978 à 1983, son travail avec l'Intercommunal Free Dance Orchestra de François Tusques est déterminant. Il marque le début de l'incursion des musiques traditionnelles dans le jazz et des collaborations avec Michel Marre (soliste sur l'album Mindelo), Sylvain Kassap, Bernard Vitet, Pablo Cueco, Jacques Thollot… Parallèlement, il participe à la création de nouvelles fanfares en Bretagne (L’Hilare carhaisienne). En 1987 il fonde ZAP musique piétonne, compagnie de musique de rue qu'il gère jusqu'en 1991 (250 prestations sur toute l’Europe jusqu’au Canada). ZAP est le premier CD de musiques de rue en France. C'est à cette même époque qu'il comprend et intègre le jeu du talabarder virtuose Auguste Salaün comme lui de Bannalec.

### Sonneurs et jazzmen
Musicien professionnel depuis 1986, après avoir fait « un peu le tour de l'univers musical », il obtient à 37 ans un mastère spécialisé « management d'entreprises culturelles » au cours d'une formation dispensée conjointement par l'Ecole Supérieure de Commerce de Dijon et la fondation Claude Nicolas Ledoux. Après un passage comme administrateur dans la compagnie Fiat Lux de Didier Guyon, grâce à Pierrick Tanguy (Men ha Tan), il intègre en 1993 le bagad Kemperle de Quimperlé comme soliste. Il dirige cette formation en 1995. Il participe à Celtophonie création pour grand orchestre de Marc Steckar (soliste bombarde) au Festival interceltique de Lorient. Il enregistre Kejadenn aux côtés du bagad Kemperle, de Michel Godard, Jean-Louis Matinier, Jacques Mahieux, Jean-François Canape entre autres. En 1995, c'est la création d'Unicité, l'association qui chapeautera les projets de Le Vallégant. Il produit la création « Les Bagadoù du tonnerre », rassemblant les bagadoù de Kemperle, Brieg et Roñsed-Mor.
Il intègre l’orchestre de Didier Squiban (An tour tan). Les deux musiciens se connaissent depuis 1977. Jean-Louis assure à compter de 1995 le management du duo que forme le pianiste avec le chanteur breton Yann-Fañch Kemener. La rencontre générée par l'Héritage des Celtes s'impose d'emblée. Les trois hommes collaboreront trois années. Le Vallégant sera la passerelle entre un Kemener et un Squiban musicalement éloignés. Le duo tournera dans l'Europe entière et sera récompensé notamment pour le spectacle et l'album Île Exil dont Le Vallégant assure la direction artistique. Ce spectacle album voit le duo de Squiban/Kemener s'adjoindre des compétences de Yann Paranthoën (paysages sonores) et d'Hervé Lelardoux (mise en scène). C'est également à cette époque que sur le disque Karnag seront réunis : Kemener, Squiban, la harpiste Kristen Noguès le percussionniste Jean "Popof" Chevalier, le bassiste François Daniel et Le Vallégant au saxophone. Le Vallégant produira ce disque pour le compte de la Caisse Nationale des Monuments Historiques commanditaire de cette création, et en assurera la direction artistique.
Le Vallégant continue son périple de sonneur et forme des duos (couples de sonneurs) avec l’accordéoniste Patrick Lefebvre et le sonneur André Le Meut. On le retrouve également comme talabader (celui qui joue de la bombarde) soliste dans le spectacle et le CD Les caprices de Morgane d’Antoine Hervé. A l'invitation de la compagnie Oposito il intègre le spectacle L'heure du troupeau en qualité de soliste. La création regroupe un ensemble de 120 à 150 instrumentistes, dont un orchestre philharmonique, le bagad Briec, et Metalovoice, groupe de percussions industrielles. En 1999, il devient directeur général de Coop Breizh après en avoir été durant deux années le directeur de production du disque. À la sortie de cette expérience professionnelle, il renoue avec un axe artistique. A la demande des JMF, il créera avec Youenn Le Cam le spectacle « Sonneurs sorciers de la fête » et fera découvrir l’environnement sonore de la Bretagne à partir notamment des travaux de Yann Paranthoën (tournées JMF).

### Noz Unit
En 2004, il crée le premier Vallégant Noz Unit en coproduction avec festival des Tombées de la nuit (Rennes). Plusieurs générations de musiciens au fort potentiel (dont Charlotte la fille de Le Vallégant) sont rassemblés dans cette formation. On y trouve Jérôme Kerihuel, Yann Le Corre, Patrice Langlois et Youenn Le Cam avec lequel Le Vallégant forme par ailleurs un couple de sonneur (bombarde/biniou et sax/trompette). En 2005, à l'initiative de Claude Guinard directeur du festival des Tombées de la nuit, Le Vallégant participe à la création « Le chant des sirènes » de Franz Clochard (compagnie Mécanique Vivante) qui marie sirènes de ville (de pompiers) et bombarde. Jusqu'en 2011, les tournées France, Brésil, Russie, CEE, Australie, l'amènent à rencontrer notamment la chanteuse Camille, les artificiers de Groupe F et Benoit Louette.
En 2005 encore, il crée le Vallegant Noz Unit#2 et le spectacle « Les pardons de Bannalec » imaginé en compagnie de son ami Jean Luc Mirebeau. Rencontre des musiques d’ailleurs (Inde) et des trafics d'images de Thierry Salvert, Les pardons de Bannalec seront notamment donnés aux Vieilles Charrues (coproducteur du spectacle) et au Festival interceltique de Lorient
Naît alors une complicité avec le percussionniste-compositeur Jérôme Kerihuel. Elle débouchera sur l'album Les Confidences Sonores, opus constituant la base du spectacle du même nom. Ce spectacle est conçu à partir d'enregistrements de témoignages de vie que Le Vallégant collecte puis écrit sur des zones géographiques diversifiées (Grand Ouest, Seine et Marne, Vietnam). Les membres du Vallégant Noz Unit créent des concerts éphémères propres à chaque territoire visité. Le Vallégant Yann Le Corre (accordéon) Jérôme Kerihuel (percussions, machines), Youenn Le Cam (trompette, electro) puis Erwan Martinerie (cello) en remplacement de Le Cam, parti rejoindre le combo d'Ibrahim Maalouf, composent ainsi sur quatre années plus de 20 spectacles différents à partir de plus de 200 témoignages. Les restitutions données à entendre au public déchaussé dans la Casaconfidens, espace de proximité et d’émotion, convoquent à la manière de la dramatique radio, le cinéma intérieur de chacun des spectateurs. Outre les habituelles salles de concerts, Les Confidences sonores sont présentées dans des lieux surprenants voire prestigieux, tel le palais impérial de Hué (Vietnam) ou encore le Manoir de Kernault à Mellac.
En 2014, Le Vallégant invite ses comparses du Vallégant Noz Unit à revisiter et à creuser la musique des Confidences sonores. Ce sera la création d'Epilogue. La musique des Confidences sonores composée à huit mains devient alors principale. Le texte l'illustre, la contredit ou joue les seconds rôles, à l'inverse de sa fonction principale précédemment. En 2015, Le Vallégant, aidé par sa fille Charlotte et Antoine Le Bos (le groupe Ouest) livre sa propre confidence dans « P'tit Gus », spectacle largement autobiographique mêlant récit et musique. En préparation depuis 2011 ce spectacle l'amène à se frotter au « comment dire ». C'est l'occasion pour le musicien de collaborer avec notamment Anne Marcel, Evelyne Fagnan, Pascal Rome, Chantal Joblon et surtout le metteur en scène Charlie Windelschmidt (compagnie Dérézo).Pari réussi pour le musicien devenu conteur. Le spectacle sera joué 120 fois sur toute la France de 2015 à 2017.
En 2018 Le Vallégant écrit "Traces de bal". À partir de collectages à l’intérieur du milieu du bal (danseurs, musiciens, tenanciers de dancings…), Le Vallégant raconte l’histoire de Dany Bigoud, un chef d’orchestre en fin de vie professionnelle chamboulé par un AVC. On découvre alors l’itinéraire d’une vie pas si ordinaire cachée sous la boule à facettes. Traces de bal est l’occasion de parler de l’AVC et de l’aphasie. Ce trouble entraîne un empêchement dans la production de langage. Une rééducation orthophonique est alors nécessaire pour remettre en marche des automatismes, à retrouver l’accès au mot notamment par le chant (Travaux de Philippe Van Eekhout). Ce spectacle monté en compagnie de Evelyne Fagnen (formation d’acteur), Christophe Lemoine (auteur), Stéphanie Chêne (Mise en scène), Marinette Le Vallégant (Production) et Annaelle Loyer (Orthophoniste conseil) conclu l’itinéraire artistique « du rouquin aux grandes oreilles » 

## Discographie
Le Vallégant Noz Unit
- 2008 : Confidences sonores, Unicité/Avel Ouest (Coop Breizh)

Diaouled ar Menez
- 1973 : Festival de Kertalg 73
- 1987 : Merc'h an diaoul, Escalibur

Daniel Miniou
- 1977 : N Droiad fest, 33T Rikou Soner, réédition Keltia musique
- 1979 : Etreamb ni bambocherion, BAS

François Tusques
- 1979 : Après la marée noire...Vers une musique bretonne nouvelle , 33 T, Le chant du monde[19]
- 1982 : Le musichien, 33 T, Corsica edizione

Bagad Bro Kemperlé
- 1993 : Kejadenn, Michel Godard, Silex/Auvidis
- 1994 : Celtophonie – « Bagadapack », Marc Steckar, Eromi
- 1999 : Ar Gouriz Ruz

Patrick Lefebvre
- 2003 : Swing noz, Coop Breizh

Autres participations
- Raggae'Sperance
- Prisonniers politiques bretons, Skoazell Vreizh
- 1982 : Accordéon diatonique en Haute-Bretagne, rééd. 2001 Keltia musique
- 1989 : ZAP, Prises de becs, auto-prod.
- 1990 : Michel Marre Brass Band, Mindelo, Cossi Anatz/Great Winds
- 1991 : Gérard Delahaye, La mer au cœur, Dyli
- 1994 : Étienne Grandjean, Accordéon diatonique, Pluriel
- 1996 : Didier Squiban, Pen Ar Bed pour Brest 96, L’Oz Production
- 1996 : Kemener/Squiban, Karnag Pierre Lumière, Coop Breizh
- 1998 : Fest-deiz fest-noz du Printemps de Châteauneuf, Coop Breizh
- 1988 : Francis Mounier, L'Occidentale de fanfare, Sud Productions/Coop Breizh
- 2000 : Serge Riou/Hervé Irvoas, Gant ar vombard hag ar biniou, Coop Breizh
- 2000 : Menestra, Dog of pride, Tangi Le Doré/Coop Breizh (Grand prix du disque Produit en Bretagne)
- 2005 : Gilles Servat, Sous le ciel de cuivre et d'eau, Label productions
- 2006 : Bevillon-Gorce, Kerne Izel, Coop Breizh
- 2006 : Antoine Hervé, Road Movie, Nocturne